# Julius von Paucker

Julius v. Paucker, Aquarell von August Georg Wilhelm Pezold (1836)

Julius von Paucker (* 22. April 1798 im Pastorat St. Simonis, Estland; † 22. November 1856 in Reval) war ein deutsch-estländischer Rechtswissenschaftler und Historiker.

## Leben
Nach häuslichem Unterricht besuchte er das Gymnasium in Dorpat (1812) und das Gymnasium illustre in Mitau (1813–1815).
Als Sohn des Pastors Heinrich Johann Paucker (1759–1819) und seiner zweiten Frau Anna Ulrika, geb. Schnabel, (1773–1810) studierte Julius von Paucker Rechtswissenschaften an der Kaiserlichen Universität Dorpat (1815–1817) und an der Georg-August-Universität Göttingen. Dort wurde er 1817 Mitglied des Baltencorps Curonia Goettingensis und nahm am Wartburgfest teil. Nach der Promotion zum Dr. iur. promovierte er 1818 an der Universität Jena auch zum Dr. phil.
Nach einigen Monaten in Bonn und Heidelberg und als Advokat in Reval (1819) war er bis 1840 Sekretär des Manngerichts von Wierland und Jerw. 1820/21 war er auch Lehrer an der Ritter- und Domschule zu Reval.
Ab 1825 ordnete er die Estländische Allgemeine Öffentliche Bibliothek. Er gründete einen juristischen und literarischen Leseverein und bearbeitete die genealogischen Tabellen des estländischen Adels.
Von 1840 bis 1856 war er estländischer Gouvernements-Prokureur. Seit 1834 Mitglied der Provinzial-Gesetz-Kommission, wurde er 1836 als Vertreter der Kleinen Stände Estlands und Narvas in die Gesetz-Kommission nach St. Petersburg delegiert. 1840 wurde er Mitglied des Estländischen Gefängnis-Fürsorge-Komitees. Er gründete und leitete den Verwaltungsrat der Rettungsanstalt für verwahrloste Kinder. Er gehörte zu den Gründern der Estländischen Literärischen Gesellschaft, deren Vizepräsident er von 1842 bis 1856 war. 1842 wurde er Mitglied, 1843 Direktor der Estländischen Abteilung der Evangelischen Bibel-Gesellschaft in Russland. 1853 wurde er zum Russischen Staatsrat ernannt.

## Ehrungen
- Orden des Heiligen Wladimir 4. Klasse (1854)[4]

## Werke
- Ehstlands Landgüter und deren Besitzer zur Zeit der Schweden-Herrschaft. Band 1, Harrien. Reval: 1847; Band 2, Wierland. 1, District Allentacken. Reval: 1849
- Die Literatur der Geschichte Liv-, Ehst- und Curlands aus den Jahren 1836 bis 1847 in übersichtlicher Zusammenstellung, nebst einem Anhang über die Wirksamkeit der Allerhöchst bestätigten ehstländischen literärischen Gesellschaft von 1844 bis 1847. Dorpat: Laakmann 1848 (Hannover-Döhren: Hirschheydt, 1973) Andmed ESTERis Digitalisat
- Der revidierten estländischen Ritter- und Landrechte erstes Buch oder Die Gerichtsverfassung und das Gerichtsverfahren in Ehstland vor hundert Jahren: ein Beitrag zur vaterländischen Rechtsgeschichte. Buch 1. Reval 1852 Andmed ESTERis
- Die Herren von Lode und deren Güter in Ehstland, Livland und auf der Insel Oesel, nach Urkunden und andern geschichtlichen Nachrichten. Ein Beitrag zur inländischen Adels- und Gütergeschichte (kaasautor Robert von Toll). Dorpat: Heinrich Laakmann 1852 Andmed ESTERis Digitalisat
- Der Güterbesitz in Ehstland zur Zeit der Dänen-Herrschaft: nach Jakob Langebek's, Peter Friedrich Suhm's und Georg Magnus Knüpffer's topographischen Bemerkungen zum Liber Census Daniae: mit einigen Zusätzen. Reval: 1853, Digitalisat
- Die Regenten, Oberbefehlshaber und Oberbeamten Ehstlands : Ein Beitrag zur Landes-Geschichte. / 1., Regenten und Oberbeamten Ehstlands zur Zeit der Dänenherrschaft. Reval: In Commission von Kluge und Ström, 1855 Andmed ESTERis
- Die Civil- und Militär-Oberbefehlshaber in Ehstland: zur Zeit der Kaiserlich Russischen Regierung von 1704 bis 1855. Dorpat 1855 Andmed ESTERis